# Zofia Lewandowska
Zofia Lewandowska (ur. 9 października 1924 w Warszawie, zm. 17 marca 1999) – polska pisarka, autorka utworów dla dzieci i młodzieży.

## Życiorys
Ukończyła studia w Akademii Nauk Politycznych w Warszawie oraz Instytut Nauk Społecznych w Warszawie ze stopniem doktora. Następnie uzyskała stopień doktora habilitowanego. Debiutowała w 1957 w Polskim Radiu. Była pracownikiem naukowym Politechniki Warszawskiej.

## Twórczość
- Ulica starych ludzi
- Decyzja
- Piękni i dobrzy
- Marta, Monika i Adam
- Zaułek świętej Barbary
- Rodzina Przybojskich
- Życie odzyskane